# Ulm (Montana)
Ulm é uma Região censo-designada localizada no estado americano de Montana, no Condado de Cascade.

## Demografia
Segundo o censo americano de 2000, a sua população era de 750 habitantes.

## Geografia
De acordo com o United States Census Bureau tem uma área de 53,8 km², dos quais 52,0 km² cobertos por terra e 1,8 km² cobertos por água. Ulm localiza-se a aproximadamente 1021 m acima do nível do mar.

## Localidades na vizinhança
O diagrama seguinte representa as localidades num raio de 24 km ao redor de Ulm.